# Liste der Kulturdenkmale in Radebeul
Die Liste der Kulturdenkmale in Radebeul ist ein Wegweiser zu den einzelnen Kulturdenkmalen in der sächsischen Stadt Radebeul, während der Hauptartikel Kulturdenkmale in Radebeul die Radebeuler Denkmallandschaft beschreibt.
Die Liste ist eine Teilliste der Liste der Kulturdenkmale im Landkreis Meißen und gehört damit zur Liste der Kulturdenkmale in Sachsen.
Grundlage der Einzellisten sind die in den jeweiligen Listen angegebenen Quellen. Die Angaben in den einzelnen Listen ersetzen nicht die rechtsverbindliche Auskunft der zuständigen Denkmalschutzbehörde.

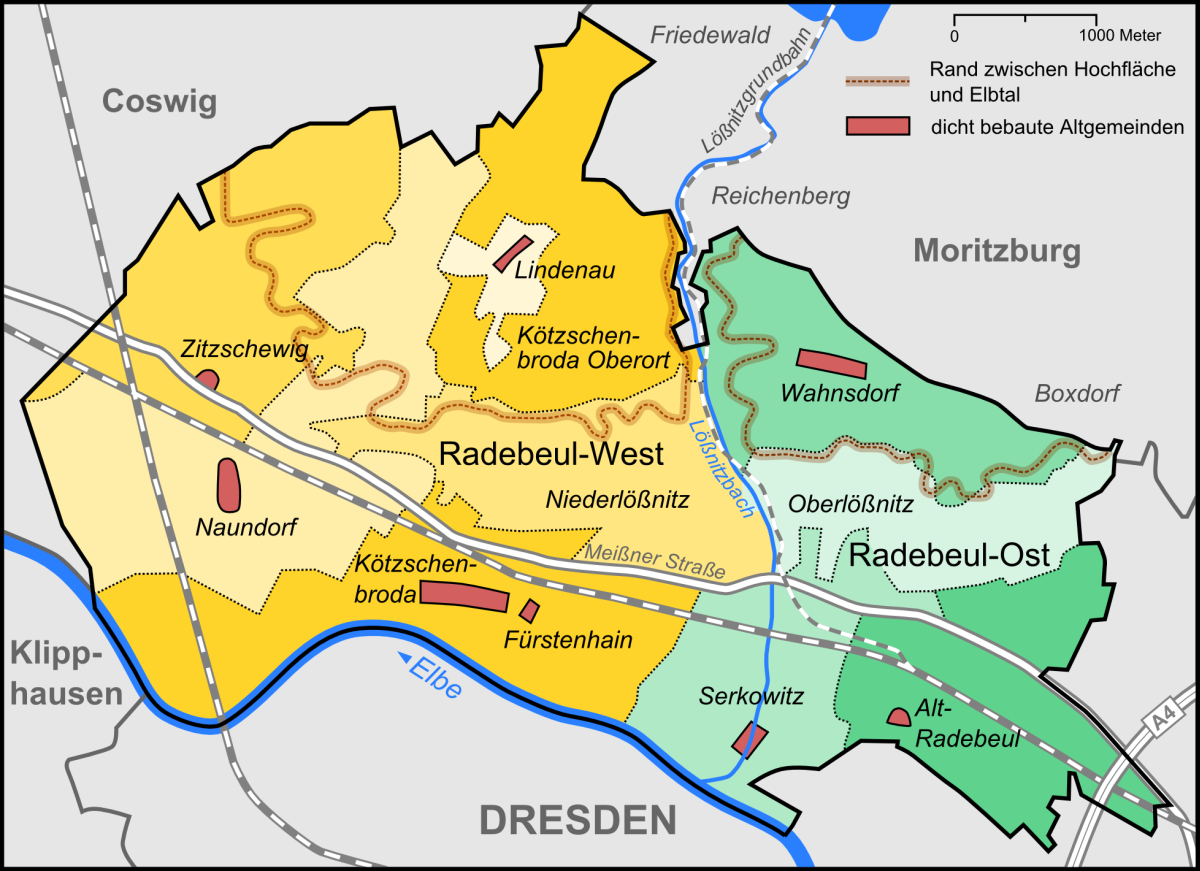
Übersicht über die Lage der Radebeuler Stadtteile

## Aktuelle Denkmaleinstufung

### Denkmalschutzgebiet

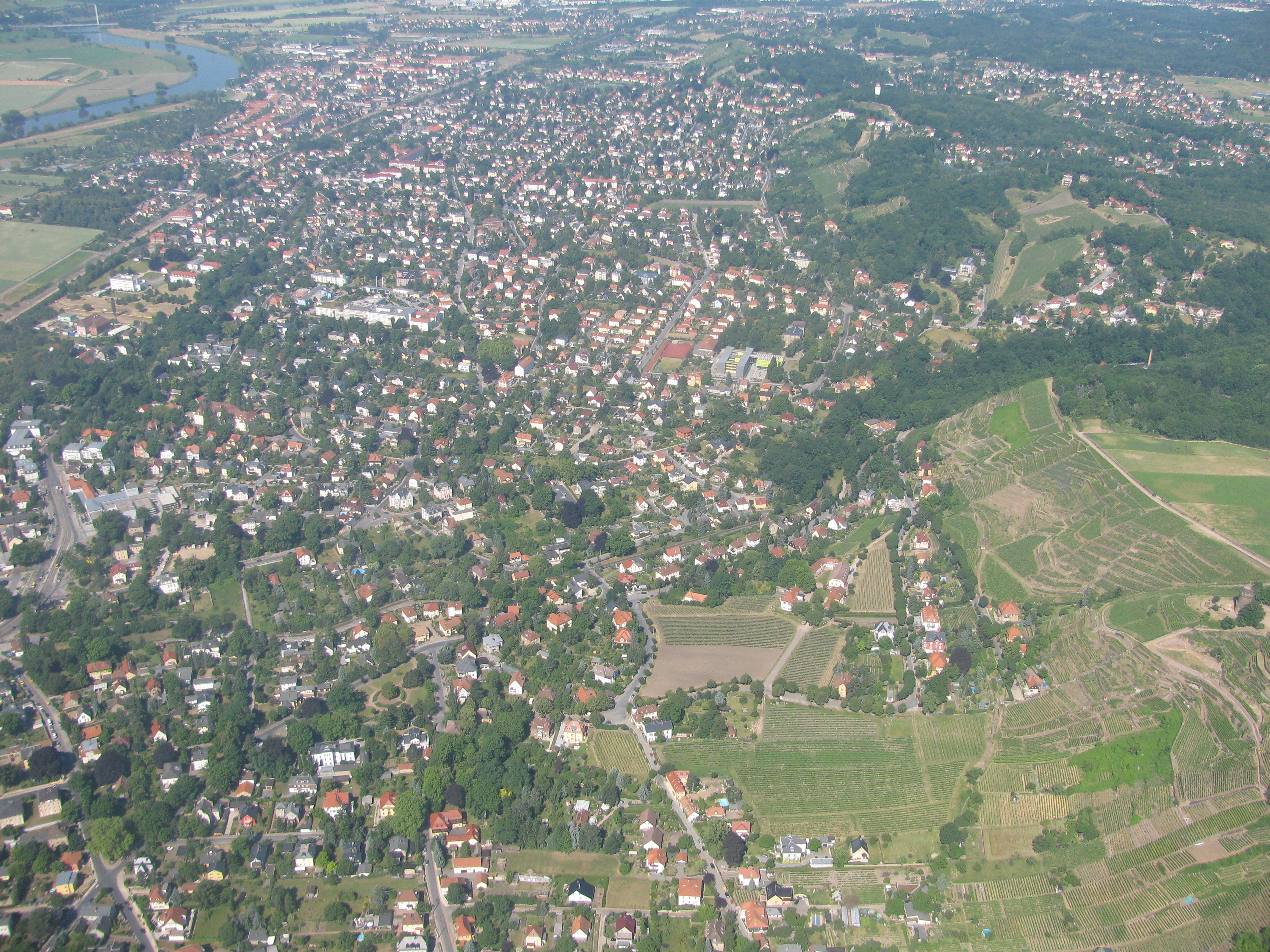
Blick auf Radebeul (unten ist Osten). Der Steilanstieg des Denkmalschutz-Gebiets verläuft von der rechten unteren Ecke (Oberlößnitz) bis zum oberen Bildrand (bei einem Drittel von rechts, dort Niederlößnitz). Der dunkle Grünzug in der rechten Bildmitte ist der Lößnitzgrund.

- Historische Weinberglandschaft Radebeul

### Kulturdenkmale nach Stadtteilen
Die nach den Straßenadressen zusammengefasste Liste der Kulturdenkmale sowie insbesondere auch die Zuordnung der einzelnen Hausnummern zu Stadtteilen (Radebeuler Straßen können bis zu 6 verschiedene Stadtteile durchlaufen) findet sich in:
- Liste der Kulturdenkmaladressen in Radebeul

#### Radebeul-Ost
- Kulturdenkmale in Alt-Radebeul
- Kulturdenkmale in Oberlößnitz
- Kulturdenkmale in Serkowitz
- Kulturdenkmale in Wahnsdorf

#### Radebeul-West
- Kulturdenkmale in Fürstenhain
- Kulturdenkmale in Kötzschenbroda
- Kulturdenkmale in Kötzschenbroda-Oberort
- Kulturdenkmale in Lindenau
- Kulturdenkmale in Naundorf
- Kulturdenkmale in Niederlößnitz (Straßen A–L)

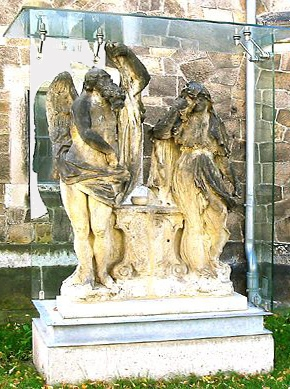
Denkmal Chronos und die Trauernde

- Kulturdenkmale in Niederlößnitz (Straßen M–Z)
- Kulturdenkmale in Zitzschewig

### Denkmaltypisierung
- Liste der denkmalpflegerischen Sachgesamtheiten in Radebeul
- Liste der Werke der Landschafts- und Gartengestaltung in Radebeul
- Liste der denkmalpflegerischen Nebenanlagen in Radebeul
- Liste der Technischen Denkmale in Radebeul

### Denkmale, Skulpturen und Bilder
- Liste der denkmalgeschützten Denkmale und Skulpturen in Radebeul
- Liste der Vogelgemälde von Albert Eckhout in der Hoflößnitz
- Liste denkmalgeschützter Glasmalerei in Radebeul

### Mobilien
Rollendes Material der Lößnitzgrundbahn, das dem Schmalspurbahnmuseum Radebeul im Bahnhof Radebeul Ost zugeordnet ist und in der Radebeuler Denkmalliste aufgeführt wird:
- Liste der Radebeuler Kulturdenkmale der Lößnitzgrundbahn#Mobilien

### Immobile Kulturdenkmale (Einzeldenkmale)

Villa Kolbe, 1897
(„eine der aufwendigsten und architektonisch qualitätsvollsten Villen von Radebeul und seiner weiteren Umgebung“)

- Liste der Schlösser und Herrenhäuser in Radebeul
- Liste der denkmalgeschützten Villen, Mietvillen und Landhäuser in Radebeul-Ost
- Liste der denkmalgeschützten Villen, Mietvillen und Landhäuser in Radebeul-West
- Liste von denkmalgeschützten Wohnhäusern in Radebeul
- Liste der denkmalgeschützten Wohn- und Geschäftshäuser, Siedlungs- und Mietshäuser in Radebeul
- Liste der denkmalgeschützten Winzerhäuser in Radebeul
- Liste der denkmalgeschützten Bauernhäuser in Radebeul
- Liste denkmalgeschützter Gasthäuser in Radebeul
- Liste der denkmalgeschützten Schulen in Radebeul
- Liste denkmalgeschützter Heil-, Pflege- und Sozialeinrichtungen in Radebeul
- Liste der denkmalgeschützten Infrastruktureinrichtungen in Radebeul
- Liste der denkmalgeschützten Industriegebäude in Radebeul
- Liste der denkmalgeschützten Kleinarchitekturen in Radebeul
- Liste der Radebeuler Kulturdenkmale der Lößnitzgrundbahn#Immobilien
- Liste von Sakralbauten in Radebeul
- Liste der Friedhöfe in Radebeul

### Bodendenkmale
- Liste der Bodendenkmale in Radebeul

## Historische Denkmalinventare
- Liste der Kunstdenkmäler nach Gurlitt 1904 in Radebeul
- Liste der Kunstdenkmäler nach Dehio 1905 in Radebeul
- Liste der Denkmale der Kulturgeschichte in Radebeul (DDR-Inventare von 1973 und 1979)
- Liste der Kulturdenkmale in Radebeul 2017